# گونیو
گونیو (به لاتین: Gonaïves) یک شهر در هائیتی است که در شهرستان آرتیبونیت واقع شده‌است.

## خصوصیات
گونیو ۳۰۰٬۰۰۰ نفر جمعیت دارد و ۶ متر بالاتر از سطح دریا واقع شده‌است.